# Potocznica
Potocznica (bułg. Поточница) – wieś w Bułgarii, w obwodzie Kyrdżali, w gminie Krumowgrad. W 2024 roku liczyła 580 mieszkańców.